# Rudkøbing Sogn
Rudkøbing Sogn er et sogn i Langeland-Ærø Provsti (Fyens Stift).
Rudkøbing Sogn lå i Rudkøbing Købstad. Den hørte geografisk til Langelands Nørre Herred i Svendborg Amt. Rudkøbing Købstad blev ved kommunalreformen i 1970 kernen i Rudkøbing Kommune, der ved strukturreformen i 2007 indgik i Langeland Kommune.
I Rudkøbing Sogn ligger Rudkøbing Kirke.
I sognet findes følgende autoriserede stednavne:
- Kohave (bebyggelse)
- Møllemark (bebyggelse)
- Rudkøbing (bebyggelse, ejerlav)
- Ruemark (bebyggelse)
- Siveløkke (bebyggelse)